# 1868
Cette page concerne l'année 1868 (MDCCCLXVIII en chiffres romains) du calendrier grégorien.
L'année 1868 est une année bissextile qui commence un mercredi.

## Événements

### Afrique
- 14 janvier : la France acquiert par traité avec les Nkomi la lagune Fernan Vaz au Gabon[1].

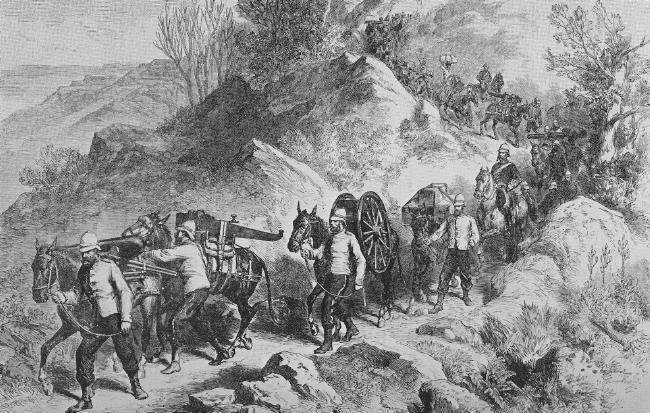
25 janvier : départ du corps expéditionnaire britannique en Éthiopie

- 25 janvier, Éthiopie : l’expédition de Sir Robert Napier, partie de Zula, marche vers l’Amhara. Le 2 mars, elle est à Antalo[2]. L’avance de Napier est favorisée par l’attitude du ras du Tigré, Cassa, qui est en lutte ouverte contre le négus Théodoros II.

- 12 mars : le royaume Basotho de Moschech (Basutoland, actuellement Lesotho) est placé sous protectorat britannique[3]. Le pays est fermé à la colonisation européenne.
- Mars, Madagascar : Raharo essaie de reprendre le pouvoir, mais Rainilaiarivony arrête les conjurés. Le 1er avril, la reine Rasoherina meurt. Pour consolider son pouvoir, Rainilaiarivony épouse Ramona, cousine de la reine, qui monte sur le trône en prenant le nom de Ranavalona II[4].

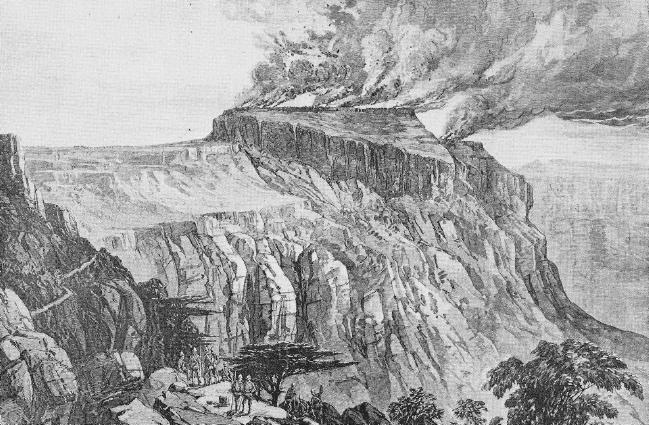
13 avril : incendie de Magdala

- 13 avril : Magdala est prise d’assaut[2]. Le négus Théodoros II se suicide d’une balle d’un pistolet offert par la reine Victoria. La ville est incendiée. En quittant l’Éthiopie, Napier laisse des armes et des munitions au ras du Tigré, qui peut ainsi imposer son autorité.  L’expédition ramène en Angleterre quelque cinq cents manuscrits éthiopiens.

- 6 mai : départ de Pietermaritzburg de l’expédition de Erskine (en) sur le Limpopo[5].
- 19 mai : le roi Glèlè de Dahomey cède le territoire de Cotonou à la France[6].
- 20 mai : création des communes mixtes en Algérie[7].

- 2 juin : début de la troisième expédition de Grandidier à Madagascar (fin le 15 août 1870)[8].

- Juillet : mort du chef Mouazi (Mswati II), fondateur de l’État du Swaziland, qui conserve son indépendance jusqu’en 1902[9].

- 6 août : création de la province apostolique du Sahara et du Soudan[10].
- 8 août : la France accepte de signer un traité d’amitié avec Madagascar[11] (accepté en 1865 par le Royaume-Uni et en 1867 par les États-Unis). Elle réclame au préalable 120 000 francs d’indemnité en compensation de la Charte Lambert.
- 3 septembre : 
  - couronnement de Ranavalona II, reine de Madagascar (fin de règne en 1883)[11]. Rainilaiarivony et la reine Ranavalona II se convertissent au protestantisme, sous l’influence des Britanniques (1869). Le Premier ministre entreprend alors plusieurs réformes, en particulier celle de l’armée.
  - promulgation du Code des 101 articles, premier texte juridique imprimé à Madagascar[11]. Essentiellement pénal, il institue l’égalité devant la loi et la justice, la responsabilité individuelle et une liste précise des délits et des peines, limitant la peine de mort aux seuls cas d’homicide et d’atteinte à la sûreté de l’État. Les coutumes sont codifiées et ont désormais force de loi.

- 9 septembre : mort de Mzilikazi, roi du Matabélé[12]. Il laisse à son fils Lobengula un royaume prospère et redouté.
- 10 septembre : départ de Souakim de l’explorateur Schweinfurth ; il est à Khartoum à la fin du mois de novembre, quitte cette ville le 5 janvier 1869 pour remonter le Nil, puis pénètre en Afrique centrale fin janvier 1870 avec des marchands d’esclaves du Soudan oriental. Il rentre à Khartoum le 27 juillet 1871[13]. Il estime à 25 000 le nombre d’esclaves tirés par an par les Arabes des pays de l’actuelle RCA[14].

- 19 octobre : Charles Martial Lavigerie, archevêque d’Alger, fonde les Missionnaires d’Afrique (les « Pères blancs »)[15].

- Automne : l’Asante envahit le Krepi[16].

- 2 décembre : massacre de 5 personnes par l’armée à Saint-Denis de La Réunion[17]. Des émeutes s'ensuivent ainsi qu'un état de siège pendant six mois.

- Samory Touré, originaire de l’actuelle Guinée, prend le titre religieux d’almamy. Il fonde le royaume du Ouassoulou en 1878[18].

### Amérique
- 1er février, Mexique : ouverture de l’École nationale préparatoire (Escuela Nacional Preparatoria), fondée par Gabino Barreda, qui a suivi les enseignements d’Auguste Comte[19]. Elle formera les élites gouvernante mexicaine.

- 1er mars : Lorenzo Batlle est désigné au pouvoir par l’Assemblé générale de l’Uruguay (1868-1872)[20].

- 16 juillet, Brésil : chute du gouvernement libéral de Zacarias de Góis e Vasconcelos[21]. La dissolution de l’assemblée par l’empereur et la victoire des conservateurs aux élections apparaissent aux libéraux comme un véritable coup d’État.

- 2 août : José Balta est élu président au Pérou (fin en 1872)[22].
- 5 août, Guerre de la Triple Alliance : prise d’Humaitá (es) au Paraguay par le Brésil[23].
- 13-15 août : tremblement de terre au Pérou et en Équateur. Il fait 40 000 victimes[24].

- 10 octobre : début de la première guerre d’indépendance à Cuba[25]. Un soulèvement d’esclaves se transforme en révolte nationaliste sous la direction de Carlos Manuel de Céspedes (fin en 1878).
- 12 octobre : Domingo Sarmiento est élu président en Argentine (fin en 1874)[26].

- 3 novembre : élection de Ulysses S. Grant comme président des États-Unis[27].
- 6 novembre : traité de Fort Laramie ; fin de la première guerre des Sioux aux États-Unis[28].

- 21 au 27 décembre : Bataille de Lomas Valentinas dans le cadre de la Guerre de la Triple-Alliance, au Paraguay.
- 30 décembre : la bataille de Lomas Valentinas aboutit à la reddition d'Angostura par les forces paraguayennes.

### Asie et Pacifique
- 5 janvier : en Chine, le chef des rebelles Nian orientaux Lai Wenguang se rend et est exécuté. Les Nian occidentaux menés par Zhang Zongyu envahissent le Zhili. Le général chinois Zuo Zongtang est chargé de les encercler entre la rivière Tuxie, le fleuve Jaune, et le Grand Canal. Le 16 août, afin d’éviter la capture et l’exécution sommaire, Zhang Zongyu se suicide par noyade dans le Shandong[29].
- 10 janvier : arrivée à Perth des derniers forçats britanniques en Australie[30].

- 15 avril-6 mai : première élections législatives maori en Nouvelle-Zélande[31].

- 2 mai : prise de Samarcande par la Russie[32].

- 30 juin : le khanat de Boukhara est vassal des Russes[33].
  - Les khanats ouzbeks de Boukhara, de Khiva (Khorezm, 1873) et de Kokand (1876) deviennent vassaux de la Russie. Les Ouzbeks s’élèvent contre la transformation de leurs structures agraires et la pénurie de produits alimentaires, conséquence de la politique du pouvoir central russe pour remplacer les cultures extensives traditionnelles par celle du coton.

- 5 juillet : Nasri Franco Cousa Pacha, candidat du patriarche maronite devient gouverneur général du Mont-Liban à la suite de la démission du  Da'ud Pacha[34]. Sa nomination, pour un mandat de dix ans, est bien accueillie dans le pays et par les puissances européennes. Il meurt en 1873[35].

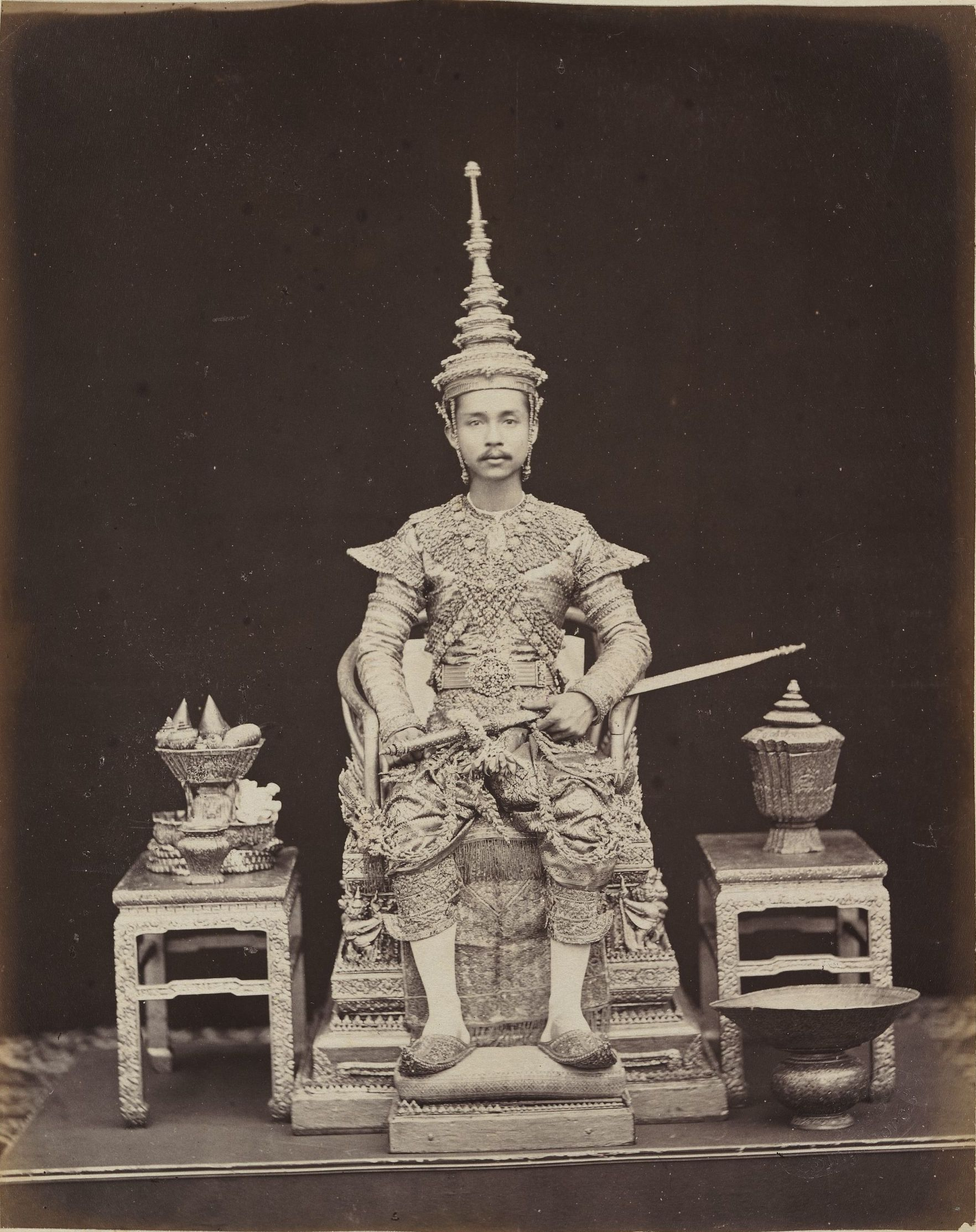
: Rama V, roi du Siam.

- 1er octobre : Chulalongkorn succède à son père Mongkut (Rama IV) sur le trône du Siam (Thaïlande) sous le nom de Rama V (fin en 1910)[36]. Il poursuit les efforts de modernisation de son père et parvient à conserver l’indépendance du pays au prix de lourdes concessions territoriales. Il réforme la justice, crée des chemins de fer, des postes et télégraphes et abolit l’esclavage en 1905.
- 16 octobre : les îles Nicobar, dans le golfe du Bengale, sont cédées aux Britanniques par les Danois qui les occupaient depuis 1849[37].

- 9 novembre : massacre de la baie de la Pauvreté par les hommes du chef māori Te Kooti, qui résiste à la colonisation en Nouvelle-Zélande (1868-1872)[38].
- 5 décembre : le chef māori Te Kooti est battu par les Européens à bataille de Makaretu[39]. Il se réfugie à Ngatapa où il est assiégé jusqu’au 4 janvier 1869[40].

- Soulèvement des Naikda[41]. Appartenant à l’ethnie gujarati du nord-ouest de l’Inde, les Naikda échouent dans leur tentative d’insurrection contre les Britanniques qui répriment durement la révolte.

#### Japon
- 3 janvier : les troupes des daimyos de Choshu et de Satsuma s’installent autoritairement dans le palais impérial de Kyôto. L’autorité impériale est restaurée avec l’empereur Meiji (Mutsuhito). Restauration de Meiji, naissance de l’empire du Japon[42].

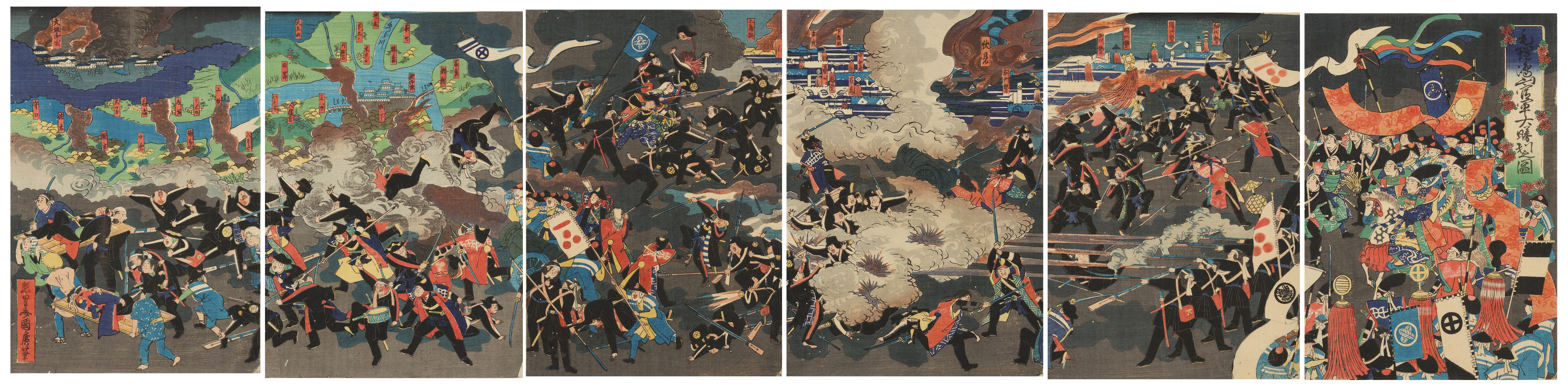
27 janvier : bataille de Toba-Fushimi.

- 27 janvier : début de la guerre de Boshin. L’ex-shogun Tokugawa Yoshinobu est renversé après sa défaite à bataille de Toba-Fushimi près de Kyoto. Il se réfugie à Osaka mais doit quitter la place le 7 février après la défection de ses partisans ; le château Tokugawa d’Osaka assiégé, capitule quelques jours plus tard[43].
- 28 janvier : victoire navale shogunale à la bataille d’Awa[43].

- 8 mars : incident de Sakai ; massacre de onze marins français de la corvette Dupleix[44].
- 29 mars : victoires des troupes impériales japonaises à la bataille de Hokuetsu et à la bataille de Kōshū-Katsunuma[43].

- 6 avril : le jeune empereur du Japon prête un « Serment en cinq articles » définissant les nouvelles orientations du régime : ouverture du pays et modernisation des structures[45].

- 3 mai : reddition du château d’Edo[46]. Les partisans du shogun sont battus par Takamori Saigō à Edo qui prend le nom de Tokyo, « la capitale orientale », le 3 septembre[47]. Yoshinobu perd ses terres et est rétrogradé au rang de simple daimyō. Certains de ses partisans continuent la lutte.

- Juin : début de la réorganisation administrative à la suite de la suppression du domaine shogunal ; création de préfectures urbaines (fu) et rurales (ken)[48].

- 4 juillet : victoire des troupes impériales japonaises à la bataille d’Ueno[46]. Prise d’Edo.
- 12 septembre : couronnement de Meiji, empereur du Japon[49].

- 6 octobre : victoire des troupes impériales japonaises à la bataille du col de Bonari.
- 23 octobre : début officiel de l’Ère Meiji au Japon[50].

- 6 novembre : bataille d’Aizu et bataille de Noheji ; les derniers partisans des Tokugawa, conduits par le shogun Yoshinobu, sont défaits à Wakamatsu[51].
- 26 novembre : transfert de la capitale de Kyoto à Tokyo qui devient la nouvelle capitale du Japon[47].
- Novembre : la mission militaire française est rapatriée[52].
- 25 décembre : fondation de la République indépendante d’Ezo par les partisans du shogun[53].

- Création de la presse au Japon[54]. Le pays compte cent périodiques cinq ans plus tard.
- Une mission japonaise vient annoncer à Daewongun la naissance du nouveau pouvoir impérial. Le régent de Corée, favorable à l’ordre shogunal, refuse de recevoir les délégués japonais et d’établir des relations diplomatiques avec le nouveau régime[55].

### Europe
- 10 janvier : le Royaume-Uni arrête la déportation des prisonniers en Australie[30].

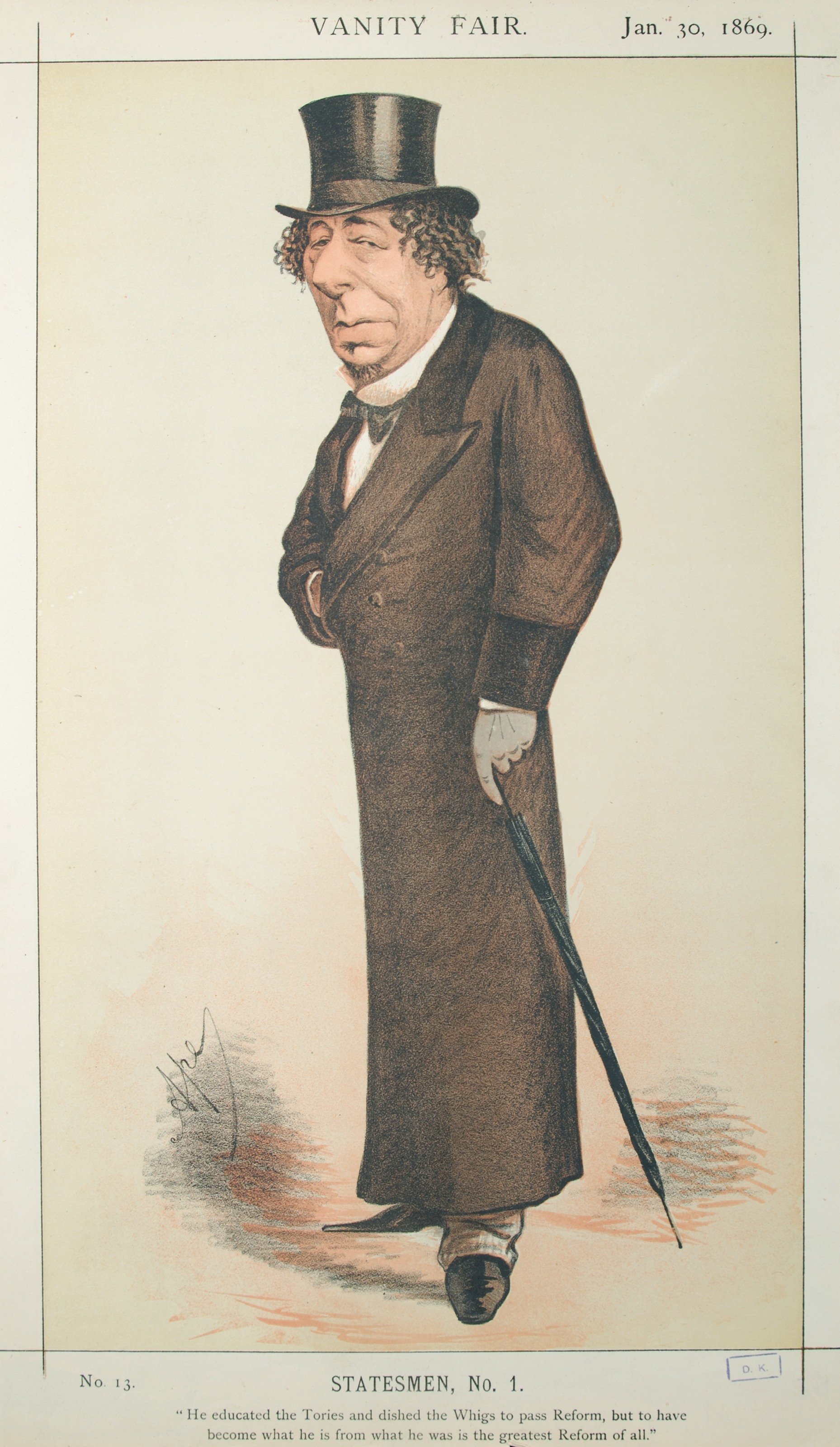
27 février : premier gouvernement Disraeli. Caricature de Vanity Fair, 30 janvier 1869.

- 27 février : ministère conservateur de Benjamin Disraeli, Premier ministre du Royaume-Uni (fin en décembre)[56].

- 12 mars : un oukase transforme le royaume de Pologne en un simple Territoire de la Vistule. Le Conseil d’État, le Conseil administratif et le Budget sont incorporés à l’Empire russe[57].

- 12 avril, Autriche : congrès d’associations ouvrières à Wiener Neustadt[58]. Apparition de groupes sociaux-démocrates en Autriche et en Prusse.
- 27 avril : inauguration du Parlement douanier allemand à Berlin[59]. Il est issu des accords commerciaux entre la Confédération de l'Allemagne du Nord et les États allemands du Sud. L’Autriche n’est pas concernée. Le 7 mai, les États d’Allemagne du Sud s’opposent à une motion d’unité proposée au Zollparlament[60].

- 13 mai : mariage à Madrid de l'Infante Isabelle, fille aînée de la reine avec le prince Gaétan de Bourbon-Siciles, comte d'Agrigente[61].
- 25 mai : les libéraux autrichiens (cabinet Auersperg) abolissent les dispositions du concordat de 1855. Le contrôle de l’état civil passe entre les mains de l’État avec l’institution du mariage civil. L’enseignement primaire devient obligatoire et laïc. Chaque citoyen obtient le droit de choisir sa religion à partir de l’âge de 14 ans. Le parlement hongrois vote des lois similaires. Le 22 juin, le pape Pie IX condamne ces « lois abominables »[62].

- 2 juin : regroupement de la plupart des syndicats britanniques dans une confédération, le Trades Union Congress (TUC)[63]. Il passe de 100 000 membres à 700 000 en 1875.
- 10 juin, Serbie : Michel III Obrenović est assassiné dans des conditions mystérieuses[64]. Le 30 juin, le gouvernement réunit la Skouptchina qui désigne Milan Obrenovic, couronné le 5 juillet, et nomme un conseil de régence[65].
- 24 juin : l’empereur François-Joseph Ier d'Autriche accorde un statut organique à l’Église orthodoxe roumaine, proclamée autocéphale[66].
- 26 juin : fondation de la Société coloniale au Royaume-Uni, à l’origine de la Royal Commonwealth Society (en)[67].

- 31 juillet, Royaume-Uni : Public School Act, arrêtant la liste des sept écoles secondaires les plus prestigieuses (Winchester College, Eton College, Shrewsbury School, Westminster School, Rugby School, Harrow School, Charterhouse School). Saint Paul's School et Merchant Taylors' School sont omises. Il existe 200 autres public schools destinées à la bourgeoisie.
- 8 août, Paris : Le caporal Thibault des sapeurs-pompiers réalisent de nombreux sauvetages. Héro de la nation, il est décoré par l'empereur Napoléon III en personne de la Légion d'Honneur.
- 9 août, Ljutomer : début de l’organisation de « tabors », rassemblements qui popularisent l’idée nationale slovène (1868-1871)[68].
- 22 août : les Tchèques se retirent du Reichsrat de Cisleithanie pour protester contre leur mise à l’écart du Compromis austro-hongrois de 1867[69].

- 17 septembre, Cadix : début de la révolution de septembre en Espagne, la Gloriosa ; le 19 le gouvernement de González Bravo démissionne et est remplacé par un cabinet de crise mené par le marquis de La Havane. Le mouvement s’étend rapidement (15-25 septembre)[70].

- 28 septembre : victoire des révolutionnaires espagnol à la bataille del puente de Alcolea[70].
- 30 septembre : les libéraux et les démocrates chassent la reine Isabella II (Isabelle II d'Espagne), déposée par le général Juan Prim[70].

- 3 octobre : début de la régence du général Serrano en Espagne (fin en 1870)[70]. Juan Prim est nommé chef du gouvernement, et les Cortes, après avoir dissout les juntes révolutionnaires, tentent d’instaurer une monarchie constitutionnelle à l’anglaise.
- 8 octobre : la Grèce adhère à l’Union monétaire latine créée en 1865. Elle rejoint la France, l’Italie, la Suisse et la Belgique[71].
- 11 octobre : création de l’Association générale des ouvriers de Timisoara[72]. Grèves en Roumanie dans les ports de la mer Noire et les ateliers de Timișoara et de Bucarest.

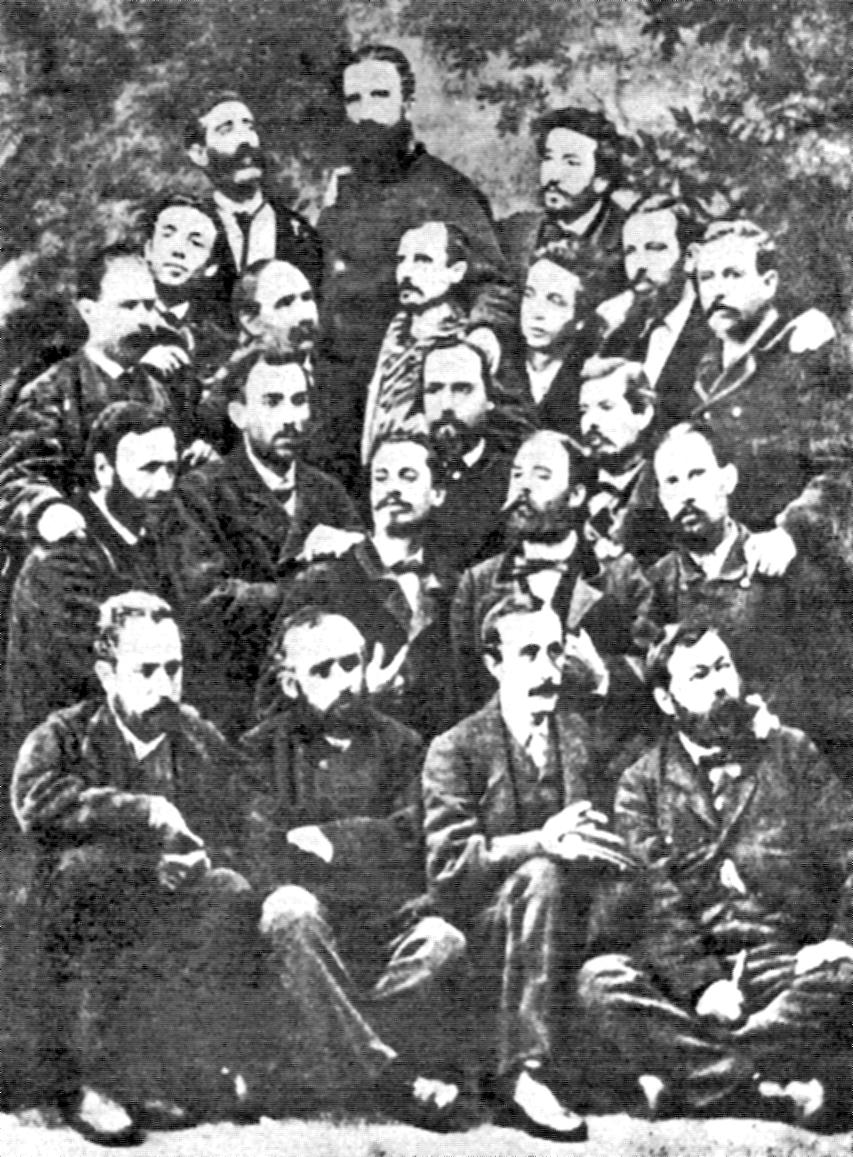
4 novembre : Giuseppe Fanelli à Madrid.

- Octobre : arrivée à Barcelone du délégué de l’Association internationale des travailleurs Giuseppe Fanelli, qui introduit les idées de Bakounine dans les milieux ouvriers[73]. Le 4 novembre, il est à Madrid[74].

- 1er novembre : droits de réunion et d’association en Espagne[75].
- 17 novembre : sanction du compromis hungaro-croate. La Croatie-Slavonie devient un royaume indépendant avec sa diète propre siégeant à Zagreb[76]. Les Croates peuvent envoyer au parlement de Budapest 29 députés choisis par leur diète (Sabor). Un ban représente le gouvernement de Grande Hongrie.

- 3 décembre : début du ministère libéral de William Gladstone, Premier ministre du Royaume-Uni (fin en 1874)[77].
- 5 décembre, Autriche-Hongrie : réorganisation de l’armée impériale et royale sur le modèle prussien. Adoption de la conscription[78].
- 6 décembre : loi des nationalités en Hongrie. Elle prévoit et garantit le libre usage de la langue roumaine mais affirme que dans le royaume il n’y a qu’une seule « nation » hongroise[76].
- 7 décembre : loi sur l’instruction publique obligatoire en Hongrie[79], œuvre du ministre libéral József Eötvös. L’analphabétisme recule, le nombre des établissements scolaires primaires passe de 13 000 en 1867 à 30 000 en 1905.

- 10 décembre : installation du tout premier feu de circulation routière, à Londres[80].

## Naissances en 1868
- 1er ou 11 janvier : Albrecht von Graefe, homme politique allemand († 18 avril 1933).
- 3 janvier : Philibert Vigoureux, peintre français († 10 novembre 1933).
- 11 janvier : Shimizu Shikin, romancière et activiste japonaise († 31 juillet 1933).
- 28 janvier :
  - Frederic Lamond, pianiste et compositeur écossais († 21 février 1948).
  - Karel Reisner, peintre, professeur d'art et affichiste bohémien († 29 mars 1913).

- 1er février : Ștefan Luchian, peintre roumain († 28 juin 1916).
- 4 février : Constance Markievicz, révolutionnaire irlandaise († 15 juillet 1927).
- 5 février : Lodewijk Mortelmans, compositeur belge († 24 juin 1952).
- 7 février : Cesare Saccaggi, peintre italien († 1934).
- 8 février :
  - Jules Hervé-Mathé, peintre français († 1953).
  - Henry Provensal, peintre, sculpteur et architecte français († 1934).
- 10 février : Waldemar de Prusse, prince impérial issu de la maison de Hohenzollern († 27 mars 1879).
- 12 février : William Faversham, acteur, metteur en scène et producteur de théâtre anglais († 7 avril 1940).
- 15 février : Valentin Sardou, comédien et humoriste français († 1933).
- 16 février : Edward Curtis, photographe ethnologue américain († 19 octobre 1952).
- 17 février : Jules Huet de Froberville, peintre et décorateur de théâtre français († 29 janvier 1944).
- 18 février : Henry Provensal, peintre, sculpteur et architecte français († 6 octobre 1934).
- 22 février : Lars Gabriel Andersson, zoologiste suédois († 13 février 1951).
- 23 février :
  - Henry Bergman, acteur américain († 22 octobre 1946).
  - William Edward Burghardt Du Bois, sociologue américain († 27 août 1963).
  - Alice Desca, lithographe, graveuse et peintre française († 1933).
- 26 février : Adolf Robbi, peintre impressionniste suisse († 31 décembre 1920).

- 1er mars : Sophie Chotek, duchesse de Hohenberg, épouse morganatique de l'archiduc François-Ferdinand († 28 juin 1914).
- 3 mars : Émile Chartier dit « Alain » philosophe français († 2 juin 1951).
- 5 mars : Prosper Poullet, homme politique belge († 3 décembre 1937).
- 7 mars : Giovanni Giacometti, peintre suisse († 25 juin 1933).
- 8 mars : Georges Guiraud, organiste, violoncelliste et compositeur français († 11 mars 1928).
- 11 mars : Ogawa Mokichi, peintre japonais († 17 décembre 1938).
- 16 mars :
  - Lin Sen, homme d'État chinois († 1er août 1943).
  - Charles Meyer, coureur cycliste dano-français († 31 janvier 1931).
  - Adélard Riverin,  médecin et homme politique canadien († 16 novembre 1932).
- 17 mars : Émile Chaperon, peintre et décorateur français († 26 septembre 1946).
- 18 mars :
  - Johan Scherrewitz, peintre et aquarelliste néerlandais († 9 août 1951).
  - Cemil Topuzlu, médecin et homme politique ottoman puis turc († 25 janvier 1958).
- 22 mars :
  - Hamish MacCunn, compositeur, pianiste et chef d'orchestre écossais († 2 août 1916).
  - Robert Andrews Millikan, physicien américain, Prix Nobel de physique en 1923 († 19 décembre 1953).
- 25 mars : Eugène Kurth, peintre luxembourgeois († 9 juin 1960).
- 26 mars : Fouad Ier, sultan puis roi d'égypte († 28 avril 1936).
- 28 mars :
  - Cuno Amiet, peintre suisse († 6 juillet 1961).
  - Maxime Gorki, écrivain russe († 18 juin 1936).
- 29 mars : Joseph Cawthorn, acteur américain († 21 janvier 1949).
- 30 mars : Paul Thomas, peintre français († 27 janvier 1910).
- ? mars : William Attrill, joueur de cricket et footballeur français († 1939).

- 1er avril : Edmond Rostand, écrivain français (Cyrano de Bergerac, l'Aiglon, Chantecler) († 2 décembre 1918).
- 3 avril : Alfredo Savini, peintre italien († 28 octobre 1924).
- 10 avril : George Arliss, acteur britannique († 5 février 1946).
- 11 avril : Kathleen Kerrigan, actrice américaine († 27 janvier 1957).
- 12 avril : Henri Le Riche,  peintre, sculpteur, graveur et illustrateur français († 26 mars 1944).
- 14 avril : Peter Behrens, architecte, peintre, graveur, designer et typographe allemand († 27 février 1940).
- 16 avril :
  - Spottiswoode Aitken, acteur de cinéma muet américain d'origine écossaise († 26 février 1933).
  - Joel Engel, critique musical, compositeur, folkloriste et musicologue († 11 février 1927).
  - Franz Melchers, peintre, dessinateur et graveur néerlandais d'origine allemande († 18 mars 1944).
- 19 avril : Max von Schillings, chef d'orchestre, compositeur et directeur de théâtre allemand († 24 juillet 1933).
- 22 avril : Guydo : peintre, affichiste, dessinateur et illustrateur français († 1931).
- 28 avril : Émile Bernard, peintre et écrivain français († 16 avril 1941).

- 2 mai : Nikolaï Koulbine, peintre, musicien, mécène, théoricien du théâtre et philosophe russe († 6 mars 1917).
- 4 mai : Paul Berryer, homme politique belge († 14 juin 1936).
- 5 mai : Léo Nardus, peintre impressionniste néerlandais, marchand d'art, collectionneur et financier d'origine juive († 12 juin 1955).
- 6 mai : Gaston Leroux, romancier français († 15 avril 1927).
- 7 mai : Stanisław Przybyszewski, écrivain polonais († 23 novembre 1927).
- 18 mai : Nicolas II, dernier tsar de Russie († 17 juillet 1918).
- 22 mai : Augusto Pestana, ingénieur et homme politique brésilien († 29 mai 1934).
- 26 mai : Jules Grün, peintre, illustrateur et affichiste français († 24 janvier 1938).

- 2 juin :
  - Tivadar Bódy, homme politique hongrois († 14 mai 1934).
  - Artishia Gilbert, médecin américaine († 2 avril 1904).
- 4 juin : Louis Huvey, peintre, lithographe et affichiste français († 2 mars 1954).
- 5 juin : James Connolly, révolutionnaire et syndicaliste irlandais († 12 mai 1916).
- 6 juin : Johan Thorn Prikker, peintre, sculpteur, designer, céramiste, vitrailliste, professeur d'université, artiste graphique et artiste textile néerlandais († 5 mars 1932).
- 7 juin : Charles Rennie Mackintosh, architecte et designer écossais († 10 décembre 1928).
- 14 juin : Karl Landsteiner, biologiste austro-hongrois puis autrichien († 26 juin 1943).
- 15 juin : Paul Klimsch, peintre et illustrateur allemand († 4 juin 1917).
- 18 juin : Georges Lacombe, peintre et sculpteur français († 29 juin 1916).
- 19 juin : Gaston Loir, peintre français († 1922).
- 21 juin : Jules Cottin, mandoliniste et compositeur français († 25 mai 1922).
- 28 juin : Adolphe Déchenaud, peintre français († 1929).
- 30 juin : C.V. France, acteur anglais († 13 avril 1949).

- 4 juillet :
  - Charles Binet-Sanglé, médecin militaire et psychologue français († 14 novembre 1941)
  - Henrietta Swan Leavitt, astronome américaine († 12 décembre 1921).
- 6 juillet : Victoria, princesse du Royaume-Uni (+3 décembre 1935, petite-fille de la reine Victoria du Royaume-Uni).
- 8 juillet :
  - Alice Buysse, femme politique belge († 25 janvier 1963).
  - Alfred Wilhelm Philippe Philipsen, peintre français († ?).
- 13 juillet : Bronisława Janowska, peintre réaliste et éditrice polonaise († 29 septembre 1953).
- 17 juillet : Leopoldo Metlicovitz, peintre, affichiste, illustrateur et metteur en scène italien d'origine dalmate († 19 octobre 1944).
- 19 juillet : André Cahard, peintre, graveur et illustrateur français († 30 décembre 1944).
- 23 juillet : Hugo Naude, peintre britannique puis sud-africain († 5 avril 1938).
- 24 juillet : Max Buri, peintre suisse († 21 mai 1915).
- 28 juillet : Giuseppe Pellizza, peintre italien († 14 juin 1907).

- 1er août : Jules-Gustave Besson, peintre et enseignant français († 1942).
- 5 août : Oskar Merikanto, compositeur, pianiste, organiste, chef d'orchestre et pédagogue finlandais († 17 février 1924).
- 6 août : Paul Claudel, dramaturge et poète français († 23 février 1955).
- 11 août : Edgar Norton, acteur britannique († 6 février 1953).
- 13 août : José Engel, peintre, dessinateur et caricaturiste français († 22 décembre 1937).
- 16 août : Georges Victor-Hugo, peintre et skipper français († 5 février 1925).
- 22 août : Guydo, peintre, affichiste, dessinateur et illustrateur français († 1930).
- 25 août :
  - Arthur Garguromin-Verona, peintre roumain († 26 mars 1946).
  - José Sevenants, pianiste, compositeur et pédagogue belge († 10 décembre 1946).

- 3 septembre : Alexis de Broca, peintre et dessinateur français († 10 novembre 1948).
- 6 septembre : Georges de Feure, peintre, affichiste et designer de meubles, d'objets décoratifs et d'aéroplanes français († 26 novembre 1943).
- 11 septembre : Joseph Milon, peintre et sculpteur français († 25 mars 1947).
- 14 septembre : Théodore Botrel, auteur-compositeur-interprète français († 26 juillet 1925).
- 18 septembre : Jan Verkade, peintre néerlandais († 19 juillet 1946).
- 22 septembre :
  - Luis Agote,  médecin, chercheur et homme politique argentin († 12 novembre 1954).
  - Maurice Neumont, peintre et affichiste français († 10 février 1930).
- 26 septembre : Henry F. Gilbert, violoniste et compositeur américain († 19 mai 1928).
- 28 septembre :
  - Jules Cayron, peintre français († 1944).
  - Alfredo Frassati, journaliste, éditeur et homme politique italien († 21 mai 1961).

- 1er octobre : Charles-Julien Clément, peintre et graveur sur bois français († 1932).
- 4 octobre : Marcelo Torcuato de Alvear, homme politique argentin († 23 mars 1942).
- 8 octobre :
  - Jacques Ourtal, peintre français († 23 septembre 1962).
  - Max Slevogt, peintre, graphiste et dessinateur allemand († 20 septembre 1932).
  - Henri-Charles Tournel, architecte, peintre verrier et artiste décorateur français († 22 février 1942).
- 17 octobre : Paul Bocquet, peintre français († 7 septembre 1947).
- 19 octobre : John Saint-Hélier Lander, peintre portraitiste et paysagiste britannique († 12 février 1944).
- 23 octobre : Raoul Carré,  peintre français († 3 octobre 1933).
- 24 octobre : Alexandra David-Néel, exploratrice française († 8 septembre 1969).

- 4 novembre : 
  - La Belle Otero, chanteuse, danseuse et courtisane de la Belle Époque († 10 avril 1965).
  - Camille Jenatzy, ingénieur et coureur automobile belge († 7 décembre 1913).
- 10 novembre : Gichin Funakoshi, fondateur du style de karaté shotokan († 1957).
- 12 novembre :
  - Anna Missuna, géologue russe († 2 mai 1922).
  - Édouard Vuillard, peintre français († 21 juin 1940).
- 24 novembre : Scott Joplin, musicien, compositeur de jazz américain († 1er avril 1917).
- 25 novembre : Ernest-Louis (ou Louis V), grand-duc de Hesse, petit-fils de la reine Victoria du Royaume-Uni (+ 9 octobre 1937).
- 28 novembre : Louis Franck, juriste et homme politique belge († 31 décembre 1937).

- 2 décembre : Francis Jammes, poète français († 1er novembre 1938).
- 4 décembre : Richard Roland Holst, peintre et graphiste néerlandais († 31 décembre 1938).
- 6 décembre :
  - Nikolaï Bogdanov-Belski, peintre russe puis soviétique († 19 février 1945).
  - Lisandro de la Torre, homme politique, avocat, journaliste et essayiste argentin (+ 5 janvier 1939).
- 14 décembre : Aimée Rapin, peintre suisse († 5 mai 1956).
- 18 décembre : John Walter Berry, homme politique canadien († 5 septembre 1943).
- 20 décembre : Albert Éloy-Vincent, journaliste et peintre français († 30 novembre 1945).
- 24 décembre : Emanuel Lasker, mathématicien, philosophe, joueur d'échecs et de bridge allemand († 11 janvier 1941).
- 30 décembre :
  - Jelka Rosen, peintre allemande († 28 mai 1935).
  - Paul Thiriat, graveur, lithographe, peintre et illustrateur français († 11 avril 1943).
- 31 décembre : Léon Salles, graveur aquafortiste, peintre et illustrateur français († 3 mai 1952).

- Date précise inconnue :
  - Samuel Adalberg, parémiologiste et historien polonais († 10 novembre 1939).
  - François Max Bugnicourt, peintre et graveur français († 1936).
  - Giuseppe Chiarolanza, peintre italien († 1920).
  - Paul Noël Lasseran, peintre, décorateur et poète français († 17 février 1933).
  - Hachim bey Vazirov, écrivain azerbaïdjanais († 1916).

## Décès en 1868
- 3 janvier : Moritz Hauptmann, compositeur, violoniste et professeur allemand (° 13 octobre 1792).
- 20 janvier : Damien Marchesseault, homme politique américain d'origine canadienne française (° 1er avril 1818).
- 27 janvier : Walerian Łukasiński, officier polonais (° 15 avril 1786).

- 11 février : Léon Foucault, physicien français (° 18 septembre 1819).
- 16 février : Gabriel Tyr, peintre français  (° 19 février 1817).
- 18 février : Casimir Gide, compositeur de musique, libraire et éditeur d'estampes et de cartes français (° 4 juillet 1804).
- 21 février : Giuseppe Abbati, peintre italien (° 13 janvier 1836).
- 29 février : Louis Ier, roi de Bavière de 1825 à 1848 (°25 août 1786).

- 1er mars : Louise de Mérode-Westerloo, princesse de Monaco (°22 mai 1819).
- 2 mars : Jean-François Brémond, peintre français (° 9 septembre 1807).
- 5 mars : Jules Mercier, violoniste et chef d'orchestre français (° 23 août 1819).
- 15 mars : François-Édouard Picot, peintre néoclassique français (° 17 octobre 1786).
- 22 mars : Hermann Gemmel, architecte, peintre et professeur prussien (° 28 novembre 1813).
- 31 mars : Ludwig Lange, peintre et architecte allemand (° 22 mars 1808).

- 22 avril : Bernhard Studer, peintre suisse (° 5 août 1832).
- 25 avril : Isami Kondô, chef du Shinsen Gumi, guerrier japonais, à Itabashi (° 9 novembre 1824).

- 23 mai : Kit Carson, pionnier de la conquête de l'Ouest américain (° 24 décembre 1809).

- 1er juin : James Buchanan, ancien président des États-Unis (° 23 avril 1791).
- 5 juin : Anselm Hüttenbrenner, compositeur et critique musical autrichien (° 13 octobre 1794).

- 3 juillet : Nicolas Point, prêtre jésuite, missionnaire et peintre français (° 10 avril 1799).
- 4 juillet : Bernard Sénéquier, peintre et sculpteur français (° 25 juillet 1781).
- 14 juillet : Léon Bouchaud, peintre français (° 3 juillet 1817).
- 16 juillet : Louis François Dauprat, corniste et compositeur français (° 24 mai 1817).
- 18 juillet : Emanuel Leutze, peintre américain d'origine allemande (° 24 mai 1816).

- 5 août : Boucher de Perthes, préhistorien français (° 10 décembre 1788).
- 22 août : Pierre-Luc-Charles Ciceri, peintre et décorateur de théâtre français (° 17 août 1782).

- 10 septembre : Franz Anton Adam Stockhausen, harpiste, pédagogue et compositeur allemand (° 1er septembre 1789).
- 30 septembre : Clemente Folchi, ingénieur et architecte italien (° 14 novembre 1780).
- 2 octobre : Joaquín París Ricaurte, militaire et homme politique colombien (° 18 août 1795).
- 27 octobre : Alexandre Florian Joseph Colonna Walewski, fils naturel de Napoléon Ier, homme d'État français et comte d'Empire, à Strasbourg (° 4 mai 1810).

- 11 novembre : Wilhelm Ludwig Rapp, médecin et naturaliste allemand (° 3 juin 1774).
- 13 novembre : Gioachino Rossini, compositeur italien, à Paris (° 29 février 1792).
- 19 novembre : William Sidney Mount, peintre américain (° 26 novembre 1807).
- 23 novembre : Claude Victor de Boissieu, peintre français (° 28 novembre 1784).
- 25 novembre : Eugène Petitville, peintre et dessinateur français (° 27 juin 1815).

- 4 décembre : Cúchares (Francisco Arjona Herrera), matador espagnol (° 20 mai 1818).
- 5 décembre : Jacob Petit, fabricant de porcelaine français (° 1796).
- 13 décembre : Carl Friedrich Philipp von Martius, botaniste et explorateur allemand (° 1794).
- 23 décembre : Andrea D'Antoni, peintre italien {° 1er décembre 1811).
- 24 décembre : Adolphe d'Archiac, géologue et paléontologue français (° 23 septembre 1802).